# De Gijselaar

De Gijselaar is een uit Dordrecht afkomstig geslacht waarvan leden sinds 1822 tot de Nederlandse adel behoren. De Nederlandse adellijke tak is in 1953 uitgestorven.

## Geschiedenis
De stamreeks begint met Cornelis van Overhesseling die na 1510 in Dordrecht overleed. Nazaten werden raad, schepen of burgemeester van 's-Hertogenbosch, Gorinchem en 's-Gravenhage.
Bij KB van 29 augustus 1822 werd Hendrik de Gijselaar (1789-1848) verheven in de Nederlandse adel; in 1842 werd hem de titel van baron bij eerstgeboorte verleend. In 1835 werd diens oom, mr. Engelbert de Gijselaar (1761-1836), lid van de raad en schepen van Gorinchem, verheven in de Nederlandse adel. Met een kleindochter van de laatste stierf de adellijke tak in 1953 uit. Leden van het geslacht vervulden bestuursfuncties in Gorinchem en stichtten de bankiersfirma De Gijselaar & Co.
Het geslacht werd in 1935/1936 opgenomen in het genealogische naslagwerk Nederland's Patriciaat.

## Enkele telgen
Mr. Nicolaas de Gijselaar (1712-1780), schepen, burgemeester en pensionaris van Gorinchem
- Mr. Cornelis de Gijselaar (1751-1815), pensionaris van Dordrecht en een van de leiders van de patriottenbeweging
  - Johanna Maria de Gijselaar (1787-1851); trouwde in 1812 met mr. dr. Cornelis Johannes Kneppelhout (1778-1818), schepen en raad van Gorinchem, directeur Leidsche Schilder- en Teekenacademie
- Mr. Nicolaas de Gijselaar (1753-1818), raad en secretaris van Gorinchem
  - Hendrik baron de Gijselaar (1789-1848), commies van Staat en lid van de gemeenteraad van 's Gravenhage
- Jhr. mr. Engelbert de Gijselaar (1761-1836), lid van de raad en schepen van Gorinchem, in 1835 verheven in de Nederlandse adel
  - Jkvr. Johanna Maria Agatha de Gijselaar (1806-1834); trouwde in 1833 met haar neef Cornelis de Gijselaar (1807-1873)
  - Jkvr. Agatha de Gijselaar (1807-1832); trouwde in 1831 met haar neef Cornelis de Gijselaar (1807-1873)
  - Jhr. mr. Nicolaas de Gijselaar (1808-1893), griffier van de Hoge Raad der Nederlanden
    - Jhr. Engelbert de Gijselaar (1833-1892), bankier en luitenant-ter-zee; trouwde in 1867 met Anna Christina Petronella de Gijselaar (1839-1911)
      - Jkvr. Sophia Cornelia de Gijselaar (1869-1953), laatste telg van de adellijke tak

    - Jhr. mr. Nicolaas Herman de Gijselaar (1837-1904), bankier en gemeenteraadslid van Gorinchem; trouwde in 1862 met Elisabeth Hermina Adriana de Gijselaar (1840-1925)
      - Jhr. mr. dr. Nicolaas Charles de Gijselaar (1865-1937), burgemeester van Leiden en Eerste Kamerlid
- Mr. Pieter de Gijselaar (1764-1834), secretaris der marine
  - Pieter Christiaan de Gijselaar (1796-1860), makelaar
    - Franga Pieter Michel de Gijselaar (1821-1894), lid van de firma van Vloten en de Gijselaar
      - Jules Léon Nicolas de Gijselaar (1852-1915), lid van de firma van Vloten en de Gijselaar
        - Theodora Clementine de Gijselaar (1881-1941), directeur Lichtbeelden Instituut

  - Cornelis de Gijselaar (1807-1873), koopman en wethouder te Gorinchem; trouwde in 1831 met zijn nicht jkvr. Agatha de Gijselaar (1807-1832) en in 1833 met haar zus jkvr. Johanna Maria Agatha de Gijselaar (1806-1834)
    - Anna Christina Petronella de Gijselaar (1839-1911); trouwde in 1867 met haar achterneef jhr. Engelbert de Gijselaar (1833-1892)
    - Elisabeth Hermina Adriana de Gijselaar (1840-1925);  trouwde in 1862 met haar achterneef jhr. mr. Nicolaas Herman de Gijselaar (1837-1904)

Geslachten die opgenomen zijn in het sinds 1910 verschijnende genealogische naslagwerk Nederland's Patriciaat. Lijst volgens opgave van het CBG Centrum voor familiegeschiedenis.
A · B · C · D · E · F · G · H · I · J · K · L · M · N · O · P · Q · R · S · T · U · V · W · Y · Z